# Eddie Hart
Edward James Hart, detto Eddie (Martinez, 24 aprile 1949), è un ex velocista statunitense.

## Palmarès
| Anno | Manifestazione  | Sede   | Evento      | Risultato        | Prestazione | Note            |
| ---- | --------------- | ------ | ----------- | ---------------- | ----------- | --------------- |
| 1972 | Giochi olimpici | Monaco | 100 m piani | Quarti di finale | dns         |                 |
| 1972 | Giochi olimpici | Monaco | 4×100 m     | Oro              | 38"19       | Record mondiale |